# 255 a.C.

## Eventos
- Sérvio Fúlvio Petino Nobilior e Marco Emílio Paulo, cônsules romanos.[1]
- O sátrapa Diódoto Sóter se torna rei da Báctria.[2]
- Décimo ano da Primeira Guerra Púnica - Cartago contrata o general espartano Xantipo para organizar a defesa da cidade; o general é bem sucedido e derrota os romanos na batalha de Tunes. Os sobreviventes são evacuados para Roma, mas a frota onde são transportados é destruída por uma tempestade. Marco Atílio Régulo, o comandante romano, foi capturado.